# Szakály
Szakály est un village et une commune du comitat de Tolna en Hongrie.